# Циров
Циров (нем. Zierow) — община в Германии, в земле Мекленбург-Передняя Померания.
Входит в состав района Северо-Западный Мекленбург. Подчиняется управлению Клютцер Винкель. Население составляет 736 человек (на 31 декабря 2010 года). Занимает площадь 10,09 км².